# إيزابيل مارتن لويس
إيزابيل مارتن لويس (بالإنجليزية: Isabel Martin Lewis )‏ (و. 1881 – 1966 م) هي عالمة فلك من الولايات المتحدة الأمريكية .
توفيت عن عمر يناهز 85 عاماً.

## التعليم
تعلمت في جامعة كورنيل